# The On-the-Square Girl
The On-the-Square Girl er en amerikansk stumfilm fra 1917 af George Fitzmaurice.

## Medvirkende
- Mollie King som Anne Blair
- L. Rogers Lytton som Thomas Brockton
- Aimee Dalmores som Inez Brockton
- Donald Hall som Richard Steel
- Ernest Lawford som Renee